# Dichromodes exocha
Dichromodes exocha là một loài bướm đêm trong họ Geometridae.